# Coenosia abyssinica
Coenosia abyssinica är en tvåvingeart som först beskrevs av Fritz Isidore van Emden 1941.  Coenosia abyssinica ingår i släktet Coenosia och familjen husflugor.
Artens utbredningsområde är Etiopien. Inga underarter finns listade i Catalogue of Life.